# Intermarché-Wanty-Gobert Matériaux/2022
Deze pagina geeft een overzicht van de Intermarché-Wanty-Gobert Matériaux-wielerploeg in 2022.

## Algemeen
Algemeen Manager: Jean Francois Bourlart
Technisch directeur: Hilaire Van der Schueren
Ploegleiders: Steven De Neef, Valerio Piva, Jean-Marc Rossignon, Ioannis Tamouridis, Pieter Vanspeybrouck, Frederik Veuchelen, Aike Visbeek, Bart Wellens
Fietsen: CUBE

## Renners
| Naam                 | Geboortedatum | Nationaliteit | Ploeg 2021                       |
| -------------------- | ------------- | ------------- | -------------------------------- |
| Jan Bakelants        | 14-02-1986    | België        |                                  |
| Sven Erik Bystrøm    | 21-01-1992    | Noorwegen     | UAE Team Emirates                |
| Dimitri Claeys       | 18-06-1987    | België        | Team Qhubeka NextHash            |
| Aimé De Gendt        | 17-06-1994    | België        |                                  |
| Théo Delacroix       | 21-02-1999    | Frankrijk     |                                  |
| Tom Devriendt        | 29-10-1991    | België        |                                  |
| Biniam Girmay        | 02-04-2000    | Eritrea       |                                  |
| Kobe Goossens        | 29-04-1996    | België        | Lotto Soudal                     |
| Quinten Hermans      | 29-07-1995    | België        |                                  |
| Jan Hirt             | 21-01-1991    | Tsjechië      |                                  |
| Laurens Huys         | 24-09-1998    | België        | Bingoal Pauwels Sauces WB        |
| Julius Johansen      | 13-09-1999    | Denemarken    | Uno-X Pro Cycling Team           |
| Alexander Kristoff   | 05-07-1987    | Noorwegen     | UAE Team Emirates                |
| Louis Meintjes       | 21-02-1992    | Zuid-Afrika   |                                  |
| Hugo Page            | 24-07-2001    | Frankrijk     | Equipe continentale Groupama-FDJ |
| Andrea Pasqualon     | 02-01-1988    | Italië        |                                  |
| Barnabás Peák        | 29-11-1998    | Hongarije     | Team BikeExchange                |
| Simone Petilli       | 04-05-1993    | Italië        |                                  |
| Adrien Petit         | 26-09-1990    | Frankrijk     | Team TotalEnergies               |
| Baptiste Planckaert  | 28-09-1988    | België        |                                  |
| Domenico Pozzovivo * | 30-11-1982    | Italië        | Team Qhubeka NextHash            |
| Lorenzo Rota         | 23-05-1995    | Italië        |                                  |
| Rein Taaramäe        | 24-04-1987    | Estland       |                                  |
| Gerben Thijssen      | 21-06-1998    | België        | Lotto Soudal                     |
| Taco van der Hoorn   | 12-04-1993    | Nederland     |                                  |
| Corné van Kessel     | 07-08-1991    | Nederland     |                                  |
| Kévin Van Melsen     | 01-04-1987    | België        |                                  |
| Boy van Poppel       | 18-01-1988    | Nederland     |                                  |
| Loïc Vliegen         | 20-12-1993    | België        |                                  |
| Georg Zimmermann     | 11-10-1997    | Duitsland     |                                  |

*vanaf 14/02

### Stagiairs
Per 1 augustus 2022
| Naam            | Geboortedatum | Nationaliteit | Vorige ploeg          |
| --------------- | ------------- | ------------- | --------------------- |
| Dries De Pooter | 8-11-2002     | België        | Hagens Berman Axeon   |
| Madis Mihkels   | 31-05-2003    | Estland       | Team Ampler-Tartu2024 |

### Vertrokken
| Naam                 | Geboortedatum | Nationaliteit | Ploeg 2022            |
| -------------------- | ------------- | ------------- | --------------------- |
| Jérémy Bellicaud     | 08-06-1998    | Frankrijk     | Océane Top 16         |
| Jasper De Plus       | 11-06-1997    | België        | Gestopt               |
| Ludwig De Winter     | 31-12-1992    | België        | Gestopt               |
| Odd Christian Eiking | 28-12-1994    | Noorwegen     | EF Education-EasyPost |
| Alexander Evans      | 28-01-1997    | Australië     | Maloja Pushbikers     |
| Jonas Koch           | 25-06-1993    | Duitsland     | BORA-hansgrohe        |
| Wesley Kreder        | 04-11-1990    | Nederland     | Cofidis               |
| Maurits Lammertink   | 31-08-1990    | Nederland     | Gestopt               |
| Riccardo Minali      | 19-04-1995    | Italië        | Gestopt               |
| Pieter Vanspeybrouck | 10-02-1987    | België        | Gestopt               |
| Danny van Poppel     | 26-07-1993    | Nederland     | BORA-hansgrohe        |

## Overwinningen
| Nationale kampioenschappen wielrennen Estland - tijdrit: Rein Taaramäe Eritrea - tijdrit: Biniam Girmay Trofeo Alcúdia-Port d'Alcúdia Biniam Girmay Clásica de Almería Alexander Kristoff Ronde van Oman 5e etappe: Jan Hirt Eindklassement: Jan Hirt Gent-Wevelgem Biniam Girmay Scheldeprijs Alexander Kristoff Vierdaagse van Duinkerke 6e etappe: Gerben Thijssen | Ronde van Italië 10e etappe: Biniam Girmay 16e etappe: Jan Hirt Circuit de Wallonie Andrea Pasqualon Ronde van Noorwegen 6e etappe: Alexander Kristoff Ronde van de Apennijnen Louis Meintjes Brussels Cycling Classic Taco van der Hoorn Ronde van België 4e etappe:Quinten Hermans Ploegenklassement: *1) Ronde van Wallonië 5e etappe: Jan Bakelants | Ronde van Polen 2e etappe: Gerben Thijssen Ronde van Tsjechië 2e etappe: Lorenzo Rota Eindklassement: Lorenzo Rota Puntenklassement: Lorenzo Rota Ploegenklassement: *2) Circuit Franco-Belge Alexander Kristoff Ronde van Duitsland 2e etappe: Alexander Kristoff Jongerenklassement: Georg Zimmermann Ronde van Spanje 9e etappe: Louis Meintjes Gooikse Pijl Gerben Thijssen |

*1) Ploeg Ronde van België: Bystrøm, Hermans, Rota, Thijssen, van der Hoorn, van Poppel, Vliegen
*2) Ploeg Ronde van Tsjechië: Delacroix, Hirt, Peák, Petilli, Pozzovivo, Rota, Taaramäe
2008 · 2009 · 2010 · 2011 · 2012 · 2013 · 2014 · 2015 · 2016 · 2017 · 2018 · 2019 · 2020 · 2021 · 2022 · 2023 · 2024 · 2025
AG2R-Citroën · Astana Qazaqstan · Bahrain Victorious · BORA-hansgrohe · Cofidis · EF Education-EasyPost · Groupama-FDJ · INEOS Grenadiers · Intermarché-Wanty-Gobert Matériaux · Israel-Premier Tech · Lotto Soudal · Movistar Team · Quick Step-Alpha Vinyl · Team BikeExchange Jayco · Team DSM · Team Jumbo-Visma · Trek-Segafredo · UAE Team Emirates